# کت‌فیش آدولفو
گربه‌ماهی آدولفو (Corydoras adolfoi)، که با عنوان کوریدوراس آدولفو نیز شناخته می شود، یک ماهی آب شیرین گرمسیری است که متعلق به زیر خانواده (Corydoradinae) از خانواده گربه‌ماهیان زره‌دار است. خاستگاه آن آبهای داخلی آمریکای جنوبی در حوضه ریو نگرو و ریو اواپس در کشور برزیل است.  
طول این ماهی تا ۲٫۲ اینچ (۵٫۷ سانتی متر) می رسد. از کرم ها، سخت پوستان کف بستر، حشرات و مواد گیاهی تغذیه می کند. دمای ۲۶ درجه سانتیگراد و pH بسیار پایین در حد ۵٬۳ الی ۵٬۴ مناسب برای این گونه است

## همچنین ببینید
- لیست گونه های ماهی آکواریومی آب شیرین

## مراجع
1. ↑  Reis, R & Lima, F. (2009). "Corydoras adolfoi". The IUCN Red List of Threatened Species. IUCN. 2009: e.T167665A6364792. doi:10.2305/IUCN.UK.2009-2.RLTS.T167665A6364792.en. Retrieved 10 January 2018.

## لینک های خارجی
- Froese, Rainer, and Daniel Pauly, eds. (2011). "{{{1}}} {{{2}}}" in FishBase. April 2011 version.